# Сазвежђе белог дуда
Сазвежђе белог дуда је југословенска и српска телевизијска серија комичног карактера из 1989. године. Серију је режирао Слободан Радовић, а сценарио је писао Драган Алексић. Премијерно је приказана 1989. године на ТВ Београд, а снимљено је 7 епизода. Све епизоде серије снимане су у Обреновцу.

## Радња
Радња серија одвија се у послератним годинама и прати детињство Аце и Ралета, који су другари и упадају у разне авантуре. Аца нема среће у љубави и авантурама, за разлику од сналажљивог Ралета. У серији се појављују Тика и Чеда, стари пијанци који сваког јутра обилазе кафане, као и Шоле, локални чудак. Почетак и крај свих епизода прати нарација глумца Горана Султановића.

## Улоге
| Глумац                     | Улога                   |
| -------------------------- | ----------------------- |
| Милан Јоковић              | Аца                     |
| Растко Шејић               | Рале                    |
| Бата Живојиновић           | Шоле Шљапан             |
| Ташко Начић                | чика Тика               |
| Никола Милић               | чика Чеда               |
| Мелита Бихали              | тетка Боса              |
| Милка Лукић                | тетка Лела              |
| Александра Булатовић       | Светлана                |
| Ратко Сарић                | чика Слава              |
| Нађа Родић                 |                         |
| Паја Николић               |                         |
| Дејан Зечевић              |                         |
| Ђорђе Давид                |                         |
| Владимир Петровић          |                         |
| Никола Радовић             |                         |
| Горан Султановић           | приповедач              |
| Богољуб Петровић           | Раца                    |
| Миленко Павлов             | Ђура                    |
| Снежана Бећаревић          |                         |
| Слободан Бештић            | Ћоса                    |
| Мирослав Бијелић           | Миле кафеџија           |
| Александар Дунић           | удварач на вашару       |
| Игор Филиповић             |                         |
| Александар Хрњаковић       | Сава                    |
| Богдан Јакуш               |                         |
| Ђорђе Јовановић            | Вељко Ранковић, ћурчија |
| Боривоје Кандић            |                         |
| Андрија Ковач              |                         |
| Петар Лупа                 | продавац пића           |
| Раде Марјановић            | професор Пантић         |
| Драгољуб Гула Милосављевић | Јова                    |
| Мирослав Петровић          | шеф оркестра            |
| Лидија Плетл               |                         |
| Олга Познатов              |                         |
| Бранислав Радовић          | Риста Ростфрај          |
| Владан Савић               | Новица                  |
| Данијела Станисављевић     | Иванка                  |
| Живка Стевић               | Верица                  |
| Дарко Томовић              |                         |
| Иван Вуковић               |                         |
| Славица Зубановић          |                         |

Комплетна ТВ екипа  ▼
| Редитељ              | Слободан Радовић    |
| Сценариста           | Драган Алексић      |
| Композитор           | Војкан Борисављевић |
| Директор фотографије | Душан Стефановић    |
| Mонтажер             | Радомир Тодоровић   |
| Сценограф            | Дора Душановић      |
| Уметнички директор   | Вуко Перовић        |
| Декоратер сцене      | Мома Станић         |
| Костимограф          | Хајдана Булајић     |
| Одсек за шминку      | Љубица Џунић        |
| Одсек за шминку      | Анита Рогановић     |
| Помоћник режије      | Бранислав Дрљевић   |
| Одсек за костим      | Маја Шоле           |